# Antonin Gadal

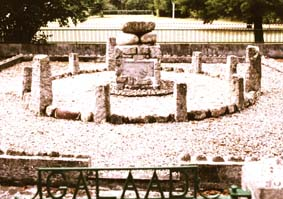
Monument te Ussat-les-Bains

Antonin Gadal (1877–1962) was een Frans mysticus en historicus die zijn leven wijdde aan het bestuderen van de Katharen in Zuid-Frankrijk. Zijn geschriften worden in meerdere talen uitgegeven door Rozekruis Pers en In de Pelikaan.

## Leven
Gadal werd geboren in 1877 in het Pyrenese dorpje Tarascon-sur-Ariège in het departement Ariège in Zuid-Frankrijk. Dit was een van de centra van de ketterse gnostische christelijke beweging die bekendstond als de Katharen of Albigenzen in de 11e en 12e eeuw. Een ander voornaam centrum van de Katharen, kasteel Montségur waar hun leiders een laatste verzet tegen de Kruisvaarders pleegden, ligt niet ver naar het noordoosten. Montaillou, het dorp dat tot de 14e eeuw een geheime Kathaarse gemeenschap herbergde, ligt eveneens nabij.
Gadal groeide op in een huis naast dat van de Tarascoonse historicus Adolphe Garrigou die zich specialiseerde in de geschiedenis van de Katharen (samen met zijn zoon werd Garrigou geëerd middels een gedenkplaat op het gebouw waar hij leefde aan een van de pleinen in Tarascon). Garrigou zag zichzelf als beschermer van de herinnering aan de christelijke beweging en nam de geestverwante Gadal onder zijn hoede als erfgenaam van zijn kennis. Gadal werkte als leraar maar zijn fascinatie met de Katharen leidde hem ertoe om een baan te nemen bij het bureau voor toerisme in Ornolac-Ussat-les-Bains. Zo had hij de gelegenheid om de Pyrenese grotten zelf te verkennen waarvan hij dacht dat ze Kathaarse schuilplaatsen en plaatsen van aanbidding waren. Door zijn onderzoek ontwikkelde hij een gedetailleerd beeld van wat hij zag als de centrale mysteries van hun geloof. Men denkt dat Otto Rahn, de Nazi historicus en occultist, Gadal heeft benaderd tijdens zijn eigen zoektocht naar de geheimen van de Katharen (Rahn geloofde dat de Katharen de bewaarders van de heilige Graal waren). Hoewel sommigen gesuggereerd hebben dat Gadal weigerde om Rahn te helpen lijkt het aannemelijk dat Gadal hem persoonlijk rondgeleid heeft op verschillende locaties.

## Gadal en Kathaarse spiritualiteit
Gadal geloofde dat de spiritualiteit van de Katharen terug te voeren was via verschillende gnostische geloven zoals Manicheïsme tot de oudste bronnen van de westerse Mysteriën (de Essenen, Hermetisme, de Egyptische Mysteriën etc.) maar dan gezien in een christelijke context. Hij betoogde dat Cathar Perfecti (de spirituele elite van de beweging) in het stroomgebied van Ariège en in het bijzonder in de Grotte de Lombrives een inwijdingsperiode van drie jaar ondergingen waarin zij een transformatie van de menselijke ziel meemaakten, net als Christus in de Evangeliën: gedaanteverandering van Jezus, dood en wederopstanding. Getransformeerd door de Heilige Geest gingen de Perfecti voort in de wereld om het Kathaarse geloof te verspreiden en de gelovigen te helpen. Gadal geloofde dat dit proces van initiatie opgenomen was in de christelijke boodschap van de evangeliën en de cyclus van het verhaal van Christus en dat het de verborgen betekenis van de graallegende was.
Door zijn interesse in de gnostische christenheid van de Katharen en zijn geloof in de connectie daarvan met een oude traditie, maakte Gadal in zijn latere jaren kennis met de leiders van de Rozenkruisers genootschap Lectorium Rosicrucianum, Jan van Rijckenborgh en Catharose de Petri. Gadals theorieën en ideeën werden vervolgens een zeer belangrijk element in de kosmologie van het Lectorium en tot op de dag van vandaag ondernemen leden van het genootschap elke vijf jaar bedevaartstochten naar de grotten van Ariège en Lombrives.

## Voetnoten
1. ↑  In de Pelikaan is de uitgeverij van Bibliotheca Philosophica Hermetica in Amsterdam